# Eremorhax pulcher
Eremorhax pulcher är en spindeldjursart som beskrevs av Muma 1963. Eremorhax pulcher ingår i släktet Eremorhax och familjen Eremobatidae. Inga underarter finns listade i Catalogue of Life.